# Periclystus laceratus
Periclystus laceratus is een insect uit de familie van de mierenleeuwen (Myrmeleontidae), die tot de orde netvleugeligen (Neuroptera) behoort. 
Periclystus laceratus is voor het eerst wetenschappelijk beschreven door Gerstäcker in 1888.